# Gasteig

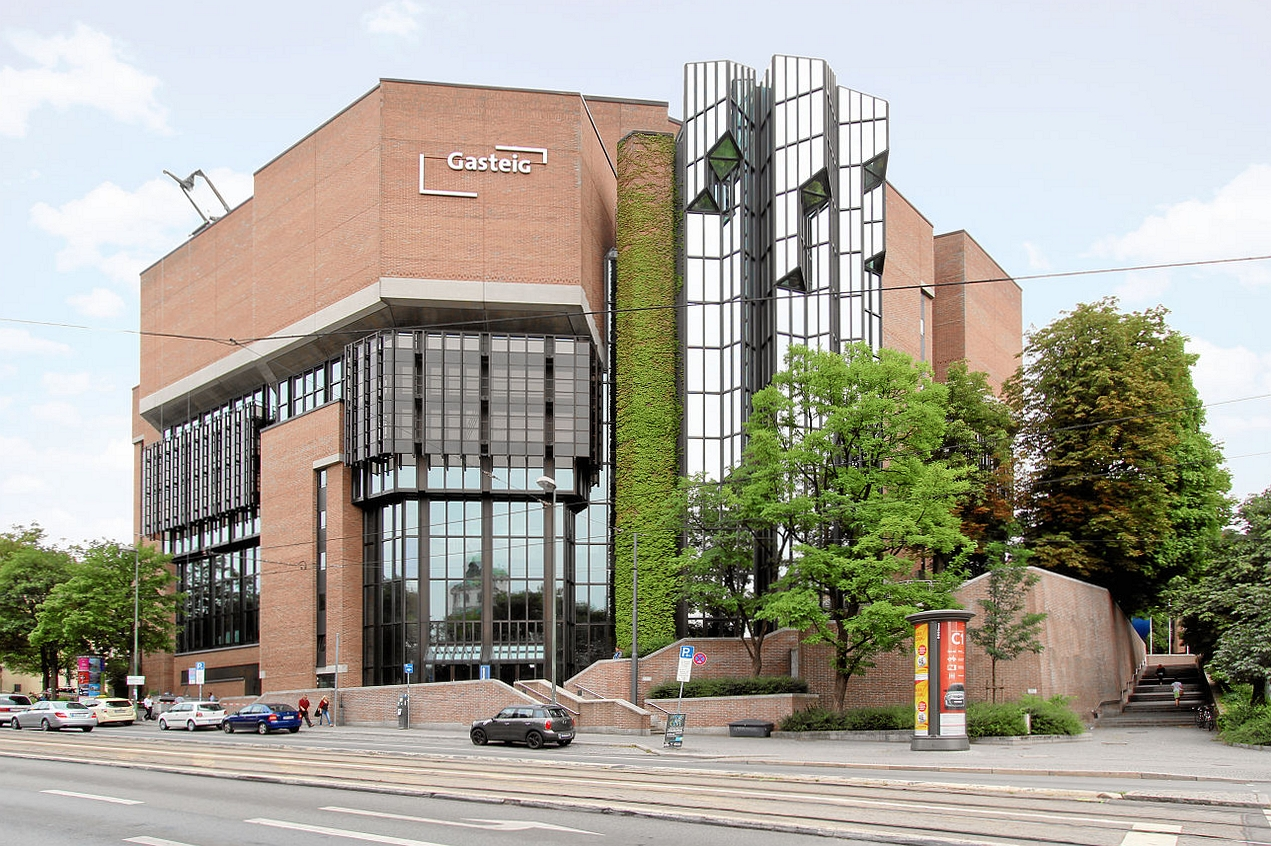
Der Gasteig am Isar-Hochufer, 2014

Der Gasteig um 1856

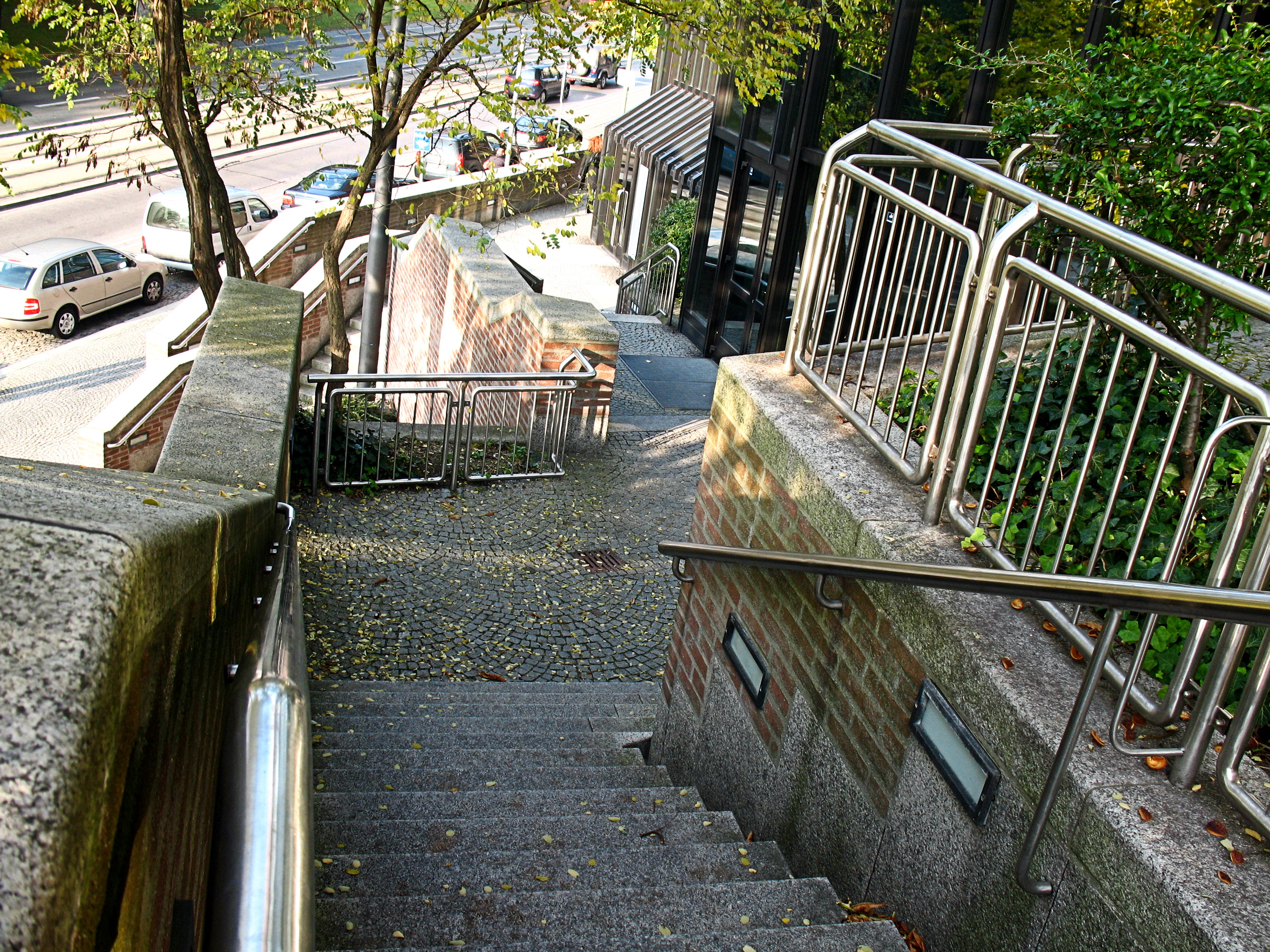
Außentreppen am Kulturzentrum Gasteig, 2008

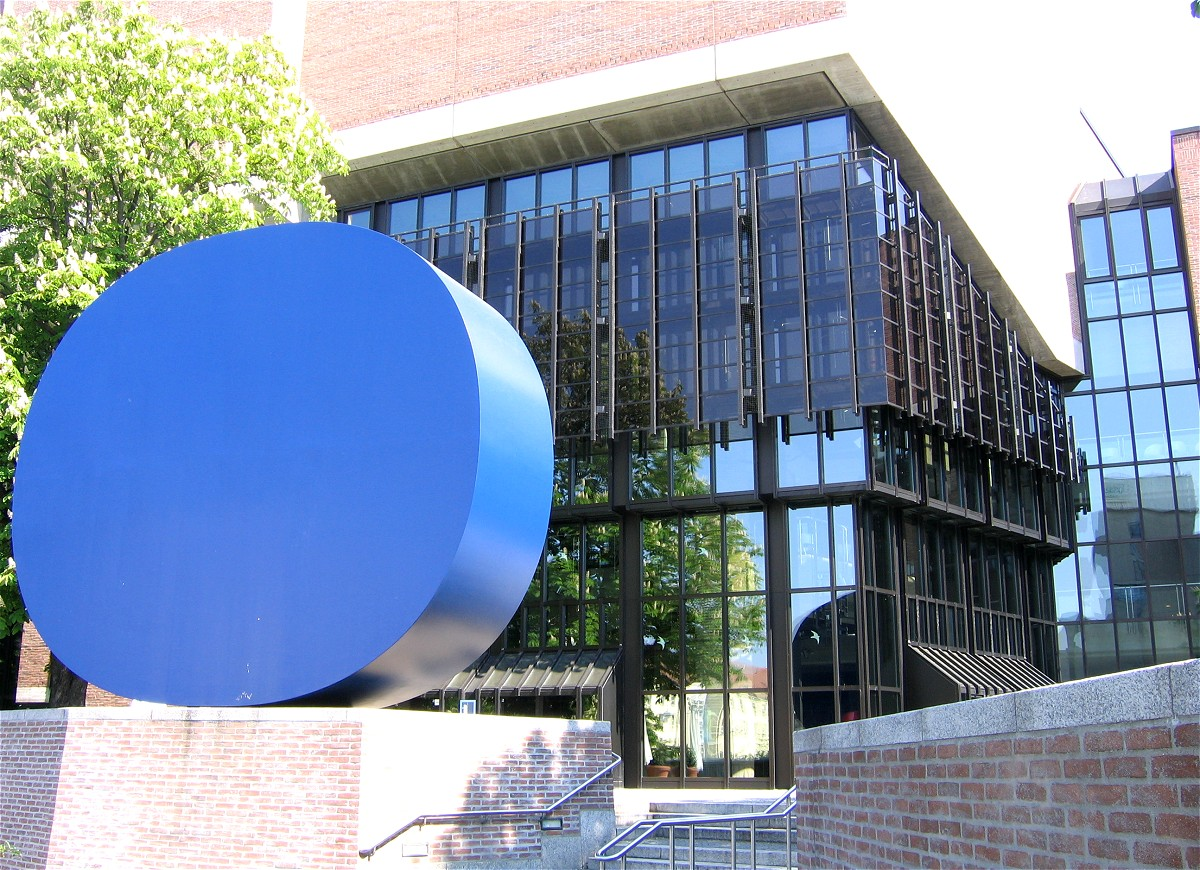
Rupprecht Geigers Gerundetes Blau, 2007

Der Gasteig in München ist eines der größten Kulturzentren Europas. Er umfasst den großen Konzertsaal Philharmonie mit 2.572 Sitzplätzen (davon 15 Rollstuhlplätze und 170 Podiumsplätze), zahlreiche Veranstaltungsräumlichkeiten und den Sitz der Münchner Philharmoniker, der Münchner Volkshochschule, der Münchner Stadtbibliothek und der Hochschule für Musik und Theater München (HMTM).
Der Gasteig liegt am östlichen Hochufer der Isar in Sichtweite zum Deutschen Museum und Müllerschen Volksbad am S-Bahnhof Rosenheimer Platz, im Stadtteil Haidhausen.
Der Bau wurde ab 1978 nach Plänen der Architektengemeinschaft Raue, Rollenhagen, Lindemann und Grossmann erbaut und 1984/85 eröffnet. Im Gebäudekomplex befinden sich auf 23.000 m² Fläche unter anderem der Konzertsaal der Münchner Philharmoniker, die Stadtbibliothek und die Volkshochschule. Die Einrichtungen haben täglich mehrere tausend Nutzer; die Veranstaltungen werden von 750.000 Menschen jährlich besucht.
Wegen andauernder Kritik an Räumlichkeiten und Akustik stimmte der Münchner Stadtrat im April 2017 einer Generalsanierung zu. Als Ausweichquartier konnte im Oktober 2021 der Gasteig HP8 mit der Isarphilharmonie eröffnet werden.

## Name und Geschichte des Ortes

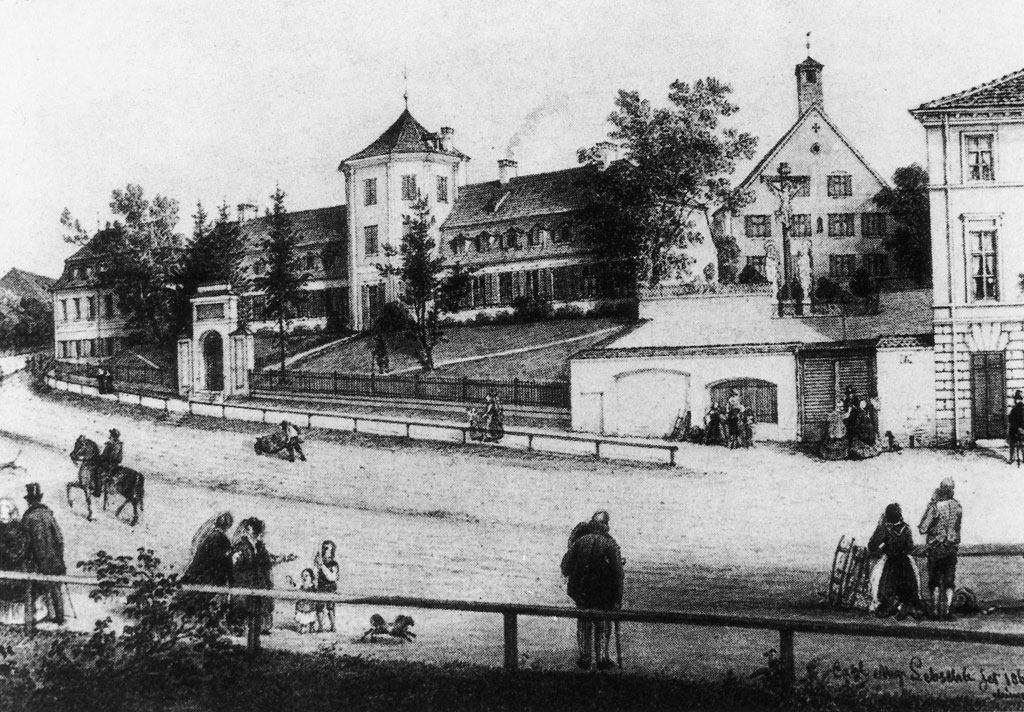
Das ehemalige Armenversorgungshaus, an dessen Stelle das Kulturzentrum steht (vor 1861)

Der Name leitet sich her von gach-steig = steiler Steig. Bairisch gach aus mittelhochdeutsch gaehe, althochdeutsch gâhi; eine lautliche Variante liegt vor mit schriftdeutsch jäh. Der Steig führte früher von der heutigen Ludwigsbrücke zur Kirche St. Nikolai am Isar-Hochufer. Er war schon zuvor als Flurname für diesen Bereich gebräuchlich und gibt auch der Straße Am Gasteig den Namen, die direkt unterhalb des Gasteigs von der Rosenheimer Straße abzweigt und sich in der Inneren Wiener Straße fortsetzt. Varianten aus Münchens Urzeit waren „Gasta“, „Gaster“ und „Gachsteig“. In alter Literatur findet sich „Gahsteig“ und „Geissteigberg“. Der Name findet sich häufiger in Bayern, Österreich und Südtirol. In alter Zeit wurde auf diesen Pfaden Vieh zur Wassertränke getrieben (Hinweise geben die Schwaige Geiselgasteig bei Grünwald, die Menterschwaige oder der Ismaningsche Heuzehnt zu Gasteig), hier möglicherweise der Auer Mühlbach. Heinrich Noë erklärte 1871, ein Gasteig bezeichne „einen Hohlweg, der auf eine Anhöhe, besonders ein hohes Flußufer führt; sodann diese Anhöhe, das Flußufer selbst, worüber ein solcher Weg führt.“ Die „weitgedehnte Anhöhe“ dieses Namens in München sei „einst ein jäher und furchterregender Absturz, ein fortwährend im Rollen begriffener Kiesberg“ gewesen. So entstand der Gasteig vermutlich als steiler, zweckgebundener Alltagsweg zum Wasser nördlich der für den Fernhandel wichtigen Salzstraße (s. die Volckmer-Karte von 1613).
Der Weg wurde schon vor der Stadtgründung Münchens genutzt, als dort Straße und Brücke über die Isar noch nicht existierten. Vom Kloster Schäftlarn am östlichen Isarufer entlang aus dem Münchner Süden kommend, gelangte man am Gasteig vorbei zum Ortsteil Bogenhausen (ab 776 n. Chr. in den Besitzstandsverzeichnissen des Klosters Schäftlarn) und weiter Richtung Freising. Zur Querung des reißenden Flusses bot sich die Furt bei Grünwald im Süden Münchens oder die alte Föhringer Brücke im Norden an. Später war diese Straße nebenläufiger, kreuzender Teil der Salzstraße.
Als Aussprache hat sich – gewissermaßen sinnwidrig – „Gas-téig“ [ɡasˈtaɪ̯k] durchgesetzt (mit „s-t“ und Betonung der 2. Silbe), wenngleich entsprechend der Namensherkunft „Gá-schdeig“ korrekt wäre.
Auf dem Gelände des Kulturzentrums stand die zuletzt als Altersheim genutzte, ab 1861 als Ersatz für ein älteres Armenhaus nach Plänen von Arnold Zenetti errichtete und 1974 abgebrochene Armenversorgungs- und Beschäftigungsanstalt.

## Entstehung und Nutzung des Gebäudes

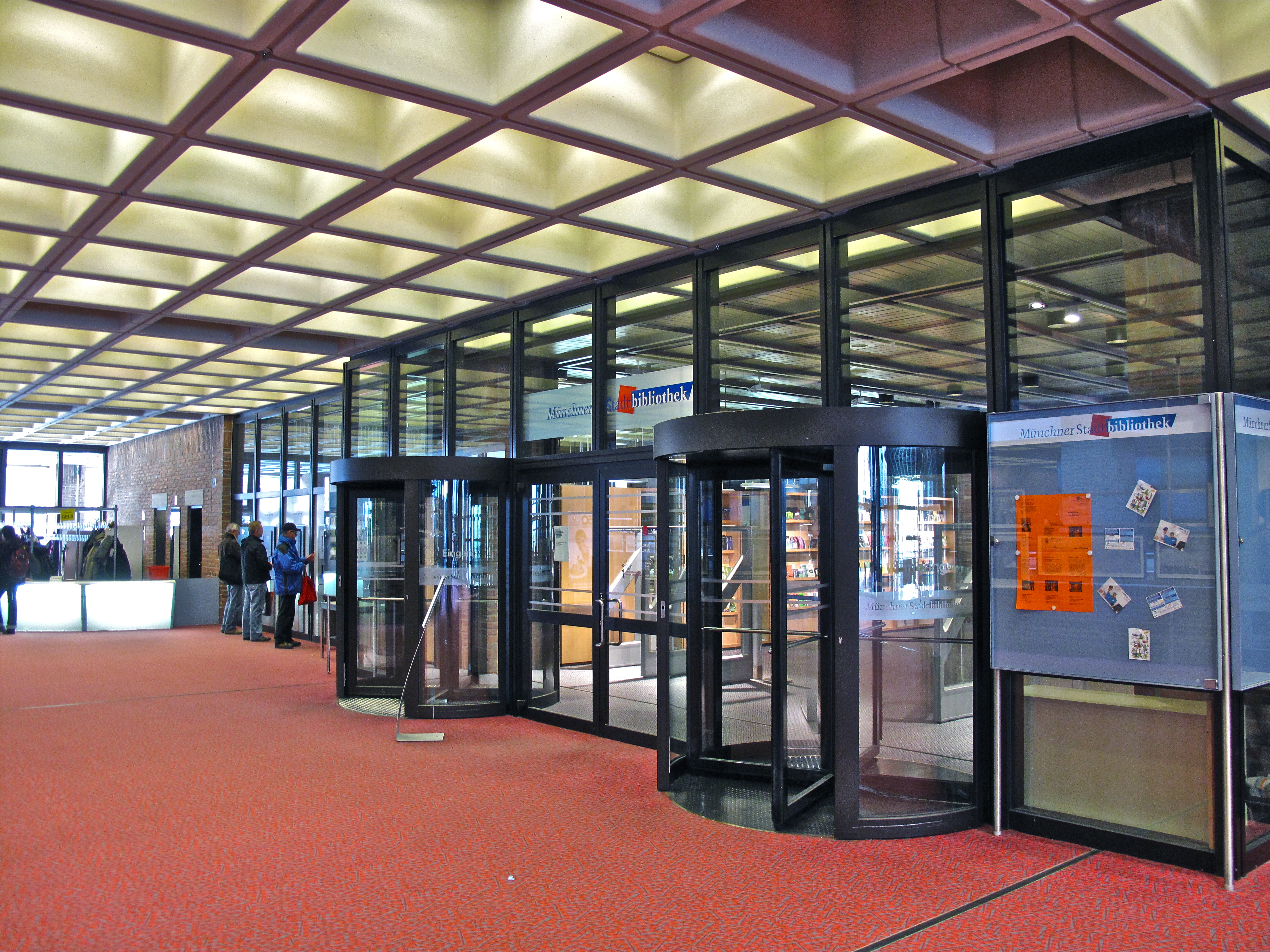
Der Eingang zur Münchner Stadtbibliothek im Gasteig

Nachdem bei den Bombenangriffen im Zweiten Weltkrieg das Odeon und die Tonhalle ("Kaim-Saal"), die beiden größten Konzertsäle Münchens, völlig zerstört worden waren, waren die Münchner Philharmoniker ohne eigenes Haus. Auch die Stadtbibliothek und die Volkshochschule waren unzulänglich untergebracht, so dass 1969 erstmals über ein städtisches Kulturzentrum nachgedacht wurde, das diese Einrichtungen unter einem Dach vereinigen sollte. Bei der Suche nach möglichen Standorten fiel die Wahl auf das Gelände am Gasteig. 1971/72 schrieb die Stadt München einen Architekturwettbewerb für das Gelände aus, den die Architektengemeinschaft Raue, Rollenhagen, Lindemann und Grossmann mit ihrem Entwurf für sich entscheiden konnte. 1978 setzte der damalige Oberbürgermeister Georg Kronawitter den ersten Spatenstich. Planänderungen und immer neu auftauchende Probleme verzögerten den Bau und trieben die Baukosten in die Höhe, so dass sich die Kosten für den Bau im Jahr 1980 bereits auf 372 Millionen DM beliefen.
1984 war der Gebäudekomplex auf dem 23.000 m² großen Areal so weit fertiggestellt, dass die Stadtbibliothek, die Münchner Volkshochschule und das Richard-Strauss-Konservatorium ihre neuen Räume beziehen konnten. In den kleineren Veranstaltungssälen fanden zu diesem Zeitpunkt bereits Veranstaltungen statt. Am 10. November 1985 wurde der Gasteig im Beisein des damaligen Bundespräsidenten Richard von Weizsäcker und 2400 geladenen Gästen mit einem Festkonzert der Münchner Philharmoniker unter Leitung von Sergiu Celibidache eröffnet. Über die umstrittene und von vielen als schlecht empfundene Akustik der Philharmonie wurde viel diskutiert; oft zitiert ist der Ausspruch Leonard Bernsteins, der nach einem Konzert 1985 ins Gästebuch des Hauses „Burn it!“ eintrug, was große mediale Aufmerksamkeit und eine anhaltende Diskussion über die Eignung des Hauses erzeugte, auch wenn der langjährige Gasteig-Leiter Eckard Heintz betont, dass sich Bernsteins Kommentar auf sein eigenes an dem Abend aufgeführtes Musikwerk bezog.
Der rote Backsteinbau erhielt von der Bevölkerung erst Spottnamen wie z. B. Kulturvollzugsanstalt oder Kulturbunker, weil sich die Architektur nicht in das Stadtbild füge.

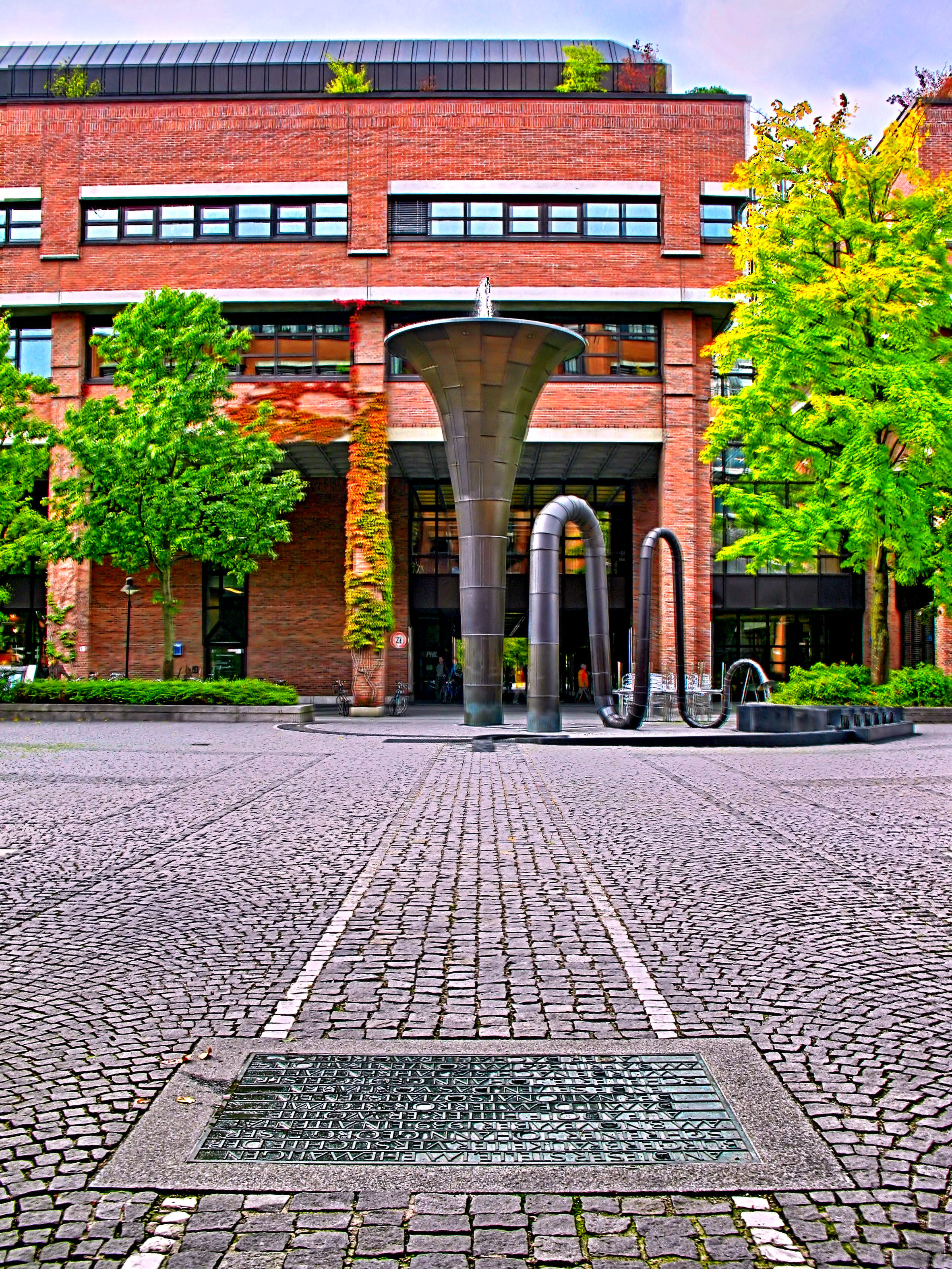
Georg-Elser-Gedenkplatte^{(Inschrift)}, dahinter Erich-Schulze-Brunnen

Zwischen dem Gasteig und dem GEMA-Gebäude wurde im Jahre 1989 eine Bodengedenkplatte angebracht, die an das misslungene Attentat von Georg Elser auf Adolf Hitler erinnert. Ebenfalls zwischen dem GEMA-Gebäude und Gasteig steht seit 1990 der Erich-Schulze-Brunnen zu Ehren des langjährigen GEMA-Generaldirektors Erich Schulze in Form einer sieben Meter hohen Messingtuba mit einem steinernen Konzertflügel als Auslaufbecken.
Nach 25 bis 30 Jahren Nutzungsdauer wurde wegen gestiegener Brandschutz-Anforderungen und in der Nutzungszeit aufgetretenen Schäden am Gebäude eine Generalsanierung beantragt. Diese wurde mehrfach zurückgestellt, weil der dabei anfallende Umbau der Philharmonie mit den Planungen für den Neubau eines weiteren Konzertsaals in München in Zusammenhang stand. Im Rahmen dieser Entscheidung soll auch überlegt werden, ob Volkshochschule und Stadtbibliothek langfristig am Standort bleiben. Im Januar 2015 setzte sich der bayerische Ministerpräsident Horst Seehofer für einen Abriss und Neubau des Konzertsaals ein.

### Generalsanierung und Interimsquartier in Sendling
Im April 2017 gab der Münchner Stadtrat grünes Licht für eine Generalsanierung. Laut Stadtratsbeschluss im Juni 2019 wird das Münchner Architekturbüro Henn die Sanierung durchführen. Im Oktober 2021 wurde der Gasteig für eine umfassende Generalsanierung geschlossen. Es wird mit einer Umbauzeit von vier Jahren und Kosten von etwa 450 Millionen Euro gerechnet. Für diese Zeit wurde mit dem Gasteig HP8 ein Interimsquartier in Sendling errichtet, das im Oktober 2021 den Betrieb aufgenommen hat (Ecke Schäftlarnstraße/Brudermühlstraße). Die Stadt hatte 2022 entschieden, die Sanierung des Gebäudes an einen Investor zu übergeben. Im Januar 2023 wurde bekannt, dass sich diese Lösung zunächst zerschlagen hat. Es gab lediglich einen Bewerber, der aber die Voraussetzungen nicht erfüllte.
Der Stadtrat beschloss am 20. Dezember 2023 die Generalsanierung.
Eine städtische Gesellschaft soll mit einem Partner aus der privaten Bauwirtschaft das Projekt in einem „Partnering-Modell“ vorantreiben. Dieses soll helfen, Verzögerungen und Kostensteigerungen zu vermeiden. Am 20. März 2024 hat der Stadtrat bekannt gegeben, dass die MRG Münchner Raumentwicklungsgesellschaft mbH die Projektverantwortung für die Sanierung des Gasteigs übernehmen wird. Ursprünglich gegründet zur Realisierung der Messestadt Riem, hat das mittlerweile hundertprozentige Tochterunternehmen bereits zahlreiche Bau- und Infrastrukturvorhaben in der Landeshauptstadt realisiert.
Um Leerstand zu vermeiden, wird das Gebäude seit 9. Juli 2023 temporär unter dem Namen „Fat Cat“ von einer gemeinnützigen GmbH als Kulturzentrum genutzt.

## Institutionen
Folgende kulturelle Institutionen der Landeshauptstadt München haben im Gasteig ihren Sitz:
- Münchner Philharmoniker
- Münchner Volkshochschule
- Münchner Stadtbibliothek

Nachdem das Richard-Strauss-Konservatorium in die Hochschule für Musik und Theater München integriert wurde, übernahm die Hochschule für Musik und Theater die Räumlichkeiten des Richard-Strauss-Konservatoriums im Gasteig.

## Philharmonie und weitere Säle

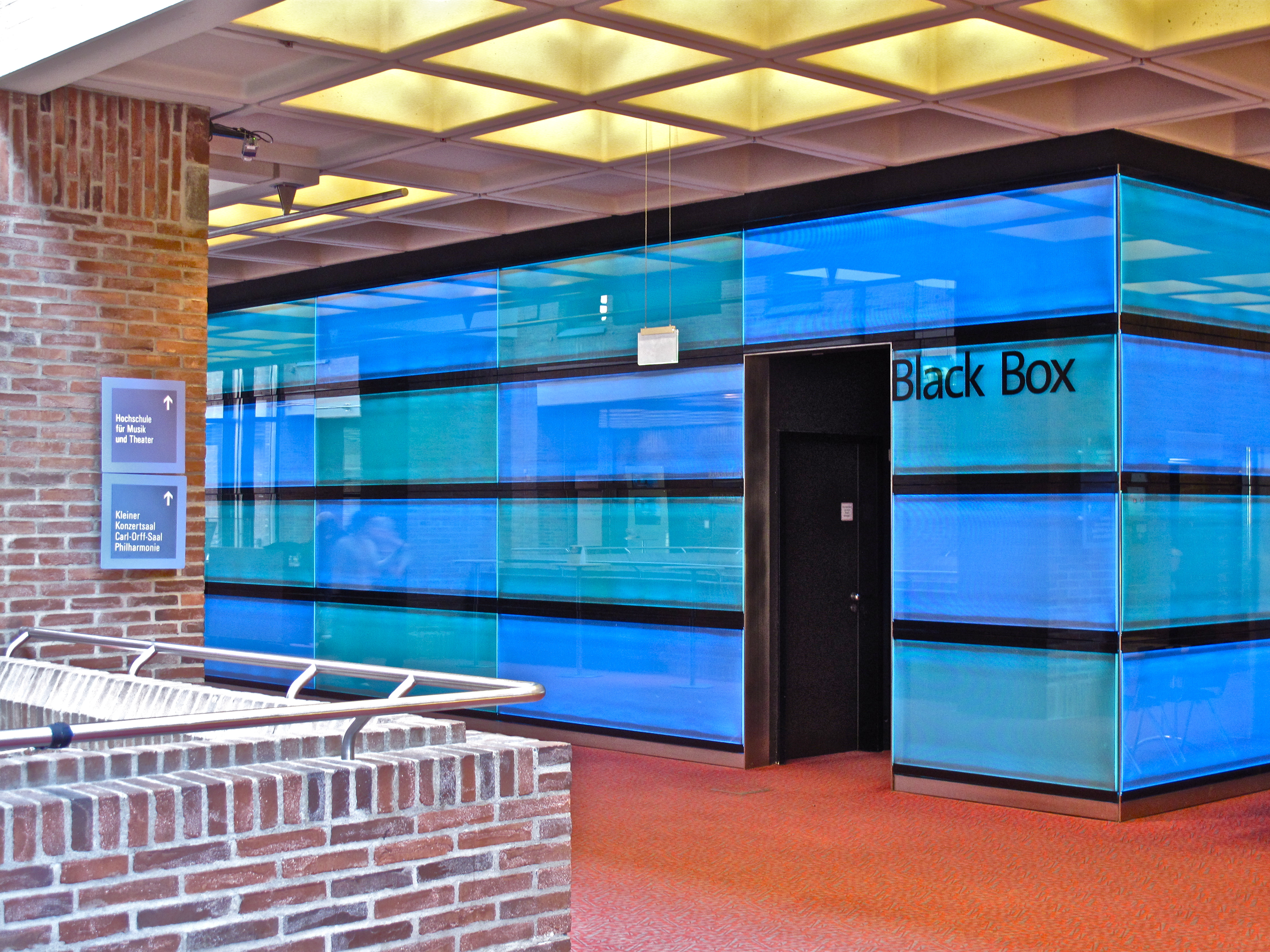
Die Black Box

Im Gebäude befinden sich folgende Veranstaltungs- und Konzertsäle:
- Philharmonie (2.572 Sitzplätze, davon 15 Rollstuhlplätze und 170 Podiumsplätze)[26] mit der Klais-Orgel. Mit ihrer terrassenförmigen, ovalen Form folgt sie dem Weinberg-Prinzip für Konzertsäle, die Akustik gilt als nicht besonders gut.[27] In manchen Ecken des Saales gibt es sogar tote Flecken. Eine kostspielige Verbesserung der Akustik im Saal der Philharmonie ist bereits fest mit dem Akustiker Yasuhisa Toyota vereinbart. Die Philharmonie ist jedoch der größte Konzertsaal Münchens und der ganz mit Holz ausgekleidete Saal verfügt über ein warmes Ambiente.
- Carl-Orff-Saal (538–608 Sitzplätze, davon 10 Rollstuhlplätze)[28]
- Black Box (240 Sitzplätze, davon 4 Rollstuhlplätze, 7 Stehplätze auf der Galerie)[29]
- Kleiner Konzertsaal (189 Sitzplätze, davon 3 Rollstuhlplätze)[30]
- Carl-Amery-Saal, ehem. Vortragssaal der Bibliothek (136 Sitzplätze, davon 4 Rollstuhlplätze)[31]
- Mehrzweckraum 0.131
- Vortragsäle 0.115 und 0.117 (90 Sitzplätze) der Münchner Volkshochschule

## Orgel der Philharmonie
Die Orgel der Philharmonie wurde 1985 von der Orgelbaufirma Johannes Klais (Bonn) erbaut. Das Instrument hat 74 Register (ca. 6.000 Pfeifen) auf vier Manualen und Pedal. Es kann von zwei Spieltischen aus bedient werden: von einem mechanischen Spieltisch auf der Orgelempore und einem elektronischen Spieltisch, der auf der Bühne der Philharmonie eingesetzt werden kann. Das Orgelgehäuse ist asymmetrisch.
Die Disposition lehnt sich an diejenige französisch-sinfonischer Instrumente an. Eine Besonderheit ist das Horizontaltrompetenensemble, welches 1988 hinzugefügt wurde und zunächst im Hauptwerk seinen Platz fand. Das Instrument wurde 2004 grundlegend renoviert und neuintoniert, wobei es – in Anpassung an die Akustik der Philharmonie – nun grundtöniger erklingt und am 1. November 2004 wieder eingeweiht. 2010 wurden die Horizontalzungen als eigenständiges Werk (Trompeteria) angelegt, das an alle Manuale und das Pedal gekoppelt werden kann; außerdem wurden 2010 die Sub- und Superoktavkoppeln hinzugefügt.
| I Positiv C–c4 |                  |        |
| 01.            | Praestant        | 08′    |
| 02.            | Holzgedackt      | 08′    |
| 03.            | Quintflöte       | 08′    |
| 04.            | Principal        | 04′    |
| 05.            | Rohrflöte        | 04′    |
| 06.            | Octave           | 02′    |
| 07.            | Larigot          | 01 ⁄3′ |
| 08.            | Sesquialter II 0 | 02 ⁄3′ |
| 09.            | Scharff V        | 01 ⁄3′ |
| 10.            | Cymbel IV        | 01⁄2′  |
| 11.            | Dulcian          | 16′    |
| 12.            | Cromorne         | 08′    |
|                | Tremulant        |        |

| II Hauptwerk C–c4 |             |         |
| 13.               | Praestant   | 16′     |
| 14.               | Principal   | 08′     |
| 15.               | Doppelflöte | 08′     |
| 16.               | Gemshorn    | 08′     |
| 17.               | Quinte      | 05 1⁄3′ |
| 18.               | Octave      | 04′     |
| 19.               | Koppelflöte | 04′     |
| 20.               | Terz        | 03 1⁄5′ |
| 21.               | Quinte      | 02 ⁄3′  |
| 22.               | Superoctave | 02′     |
| 23.               | Cornet V    | 08′     |
| 24.               | Mixtur V    | 02′     |
| 25.               | Acuta V     | 01′     |
| 26.               | Trompete    | 16′     |
| 27.               | Trompete    | 08′     |
| 28.               | Trompete    | 04′     |

| III Recit C–c4 |                      |         |
| 29.            | Bourdon              | 16′     |
| 30.            | Holzprincipal        | 08′     |
| 31.            | Flûte harmonique     | 08′     |
| 32.            | Rohrflöte            | 08′     |
| 33.            | Geigenoctave         | 04′     |
| 34.            | Flûte octaviante     | 04′     |
| 35.            | Octavin              | 02′     |
| 36.            | Nasard               | 02 ⁄3′  |
| 37.            | Terz                 | 01 3⁄5′ |
| 38.            | Sifflet              | 01′     |
| 39.            | Fourniture VI        | 02 ⁄3′  |
| 40.            | Basson               | 16′     |
| 41.            | Trompette harmonique | 08′     |
| 42.            | Clairon harmonique   | 04′     |
|                | Tremulant            |         |

| IV Schwellwerk C–c4 |                      |        |
| 43.                 | Salicet              | 16′    |
| 44.                 | Gamba                | 08′    |
| 45.                 | Vox coelestis        | 08′    |
| 46.                 | Fernflöte            | 08′    |
| 47.                 | Metallgedackt        | 08′    |
| 48.                 | Blockflöte           | 04′    |
| 49.                 | Violine              | 04′    |
| 50.                 | Hohlflöte            | 02′    |
| 51.                 | Harmonia aetheria IV | 02 ⁄3′ |
| 52.                 | Hautbois             | 08′    |
| 53.                 | Vox humana           | 08′    |
|                     | Tremulant            |        |

| Trompeteria C–c4 |                       |     |
| 54.              | Trompeta magna        | 16′ |
| 55.              | Trompeta da batalla 0 | 08′ |
| 56.              | Trompeta real         | 08′ |
| 57.              | Bajoncillo            | 04′ |
|                  | Glocken               |     |

| Pedal C–f1 |                 |         |
| 58.        | Untersatz       | 32′     |
| 59.        | Principal       | 16′     |
| 60.        | Subbass         | 16′     |
| 61.        | Violon          | 16′     |
| 62.        | Octave          | 08′     |
| 63.        | Trichtergedackt | 08′     |
| 64.        | Cello           | 08′     |
| 65.        | Superoctave     | 04′     |
| 66.        | Spitzflöte      | 04′     |
| 67.        | Jubalflöte      | 02′     |
| 68.        | Basszink IV     | 05 1⁄3′ |
| 69.        | Hintersatz V    | 04′     |
| 70.        | Contrafagott    | 32′     |
| 71.        | Posaune         | 16′     |
| 72.        | Fagott          | 16′     |
| 73.        | Trompete        | 08′     |
| 74.        | Kopftrompete    | 04′     |
|            | Tremulant       |         |

- Koppeln:
  - Normalkoppeln: I/II, III/I, III/II, IV/I, IV/II, IV/III; I/P, II/P, III/P, IV/P
  - Trompeteria-Koppeln: an I, II, III, IV, P
  - Suboktavkoppeln: III/II, III/III
  - Superoktavkoppeln: III/II, III/III

Kustos der Orgel ist seit 2001 Friedemann Winklhofer.
Nach einem Wasserschaden ist die Orgel unbenutzbar. Im Jahr 2021 wurde die Orgel wegen der Sanierung des Gebäudes ausgelagert.

## Besuch und Betrieb
Täglich kommen mehrere Tausend in die Zentralbibliothek Am Gasteig ebenso wie zu Ausstellungen, Vorträgen, Filmvorführungen, Lesungen, klassischen und modernen Konzerten, Theater- oder Ballettaufführungen. Jedes Jahr finden die Münchner Bücherschau, das Kunst- und Kulturfestival Digitalanalog und das Filmfest München im Gasteig statt. An Besucherzahlen gemessen ist der Gasteig das größte Kulturzentrum in Deutschland. Bis zu 10.000 Menschen besuchen den Gasteig am Tag. Mit jährlich rund 750.000 Besuchern allein in den Veranstaltungssälen ist das Haus auch sonst derzeit einer der meistbesuchten Kulturbetriebe Deutschlands.
Der Gasteig wird von der Gasteig München GmbH, einer Beteiligungsgesellschaft der Landeshauptstadt München, betrieben.

## Innenansichten

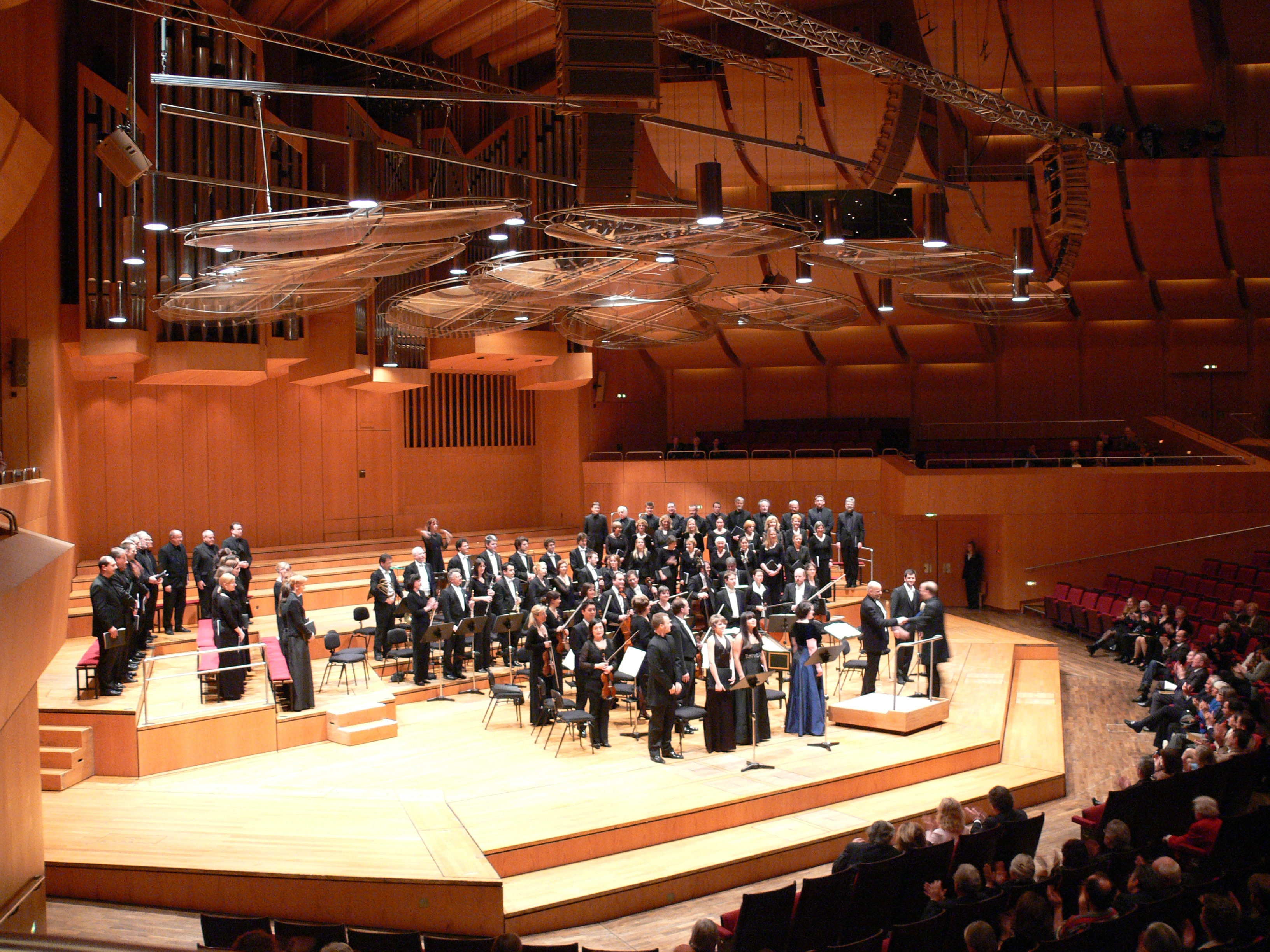
Konzertsaal
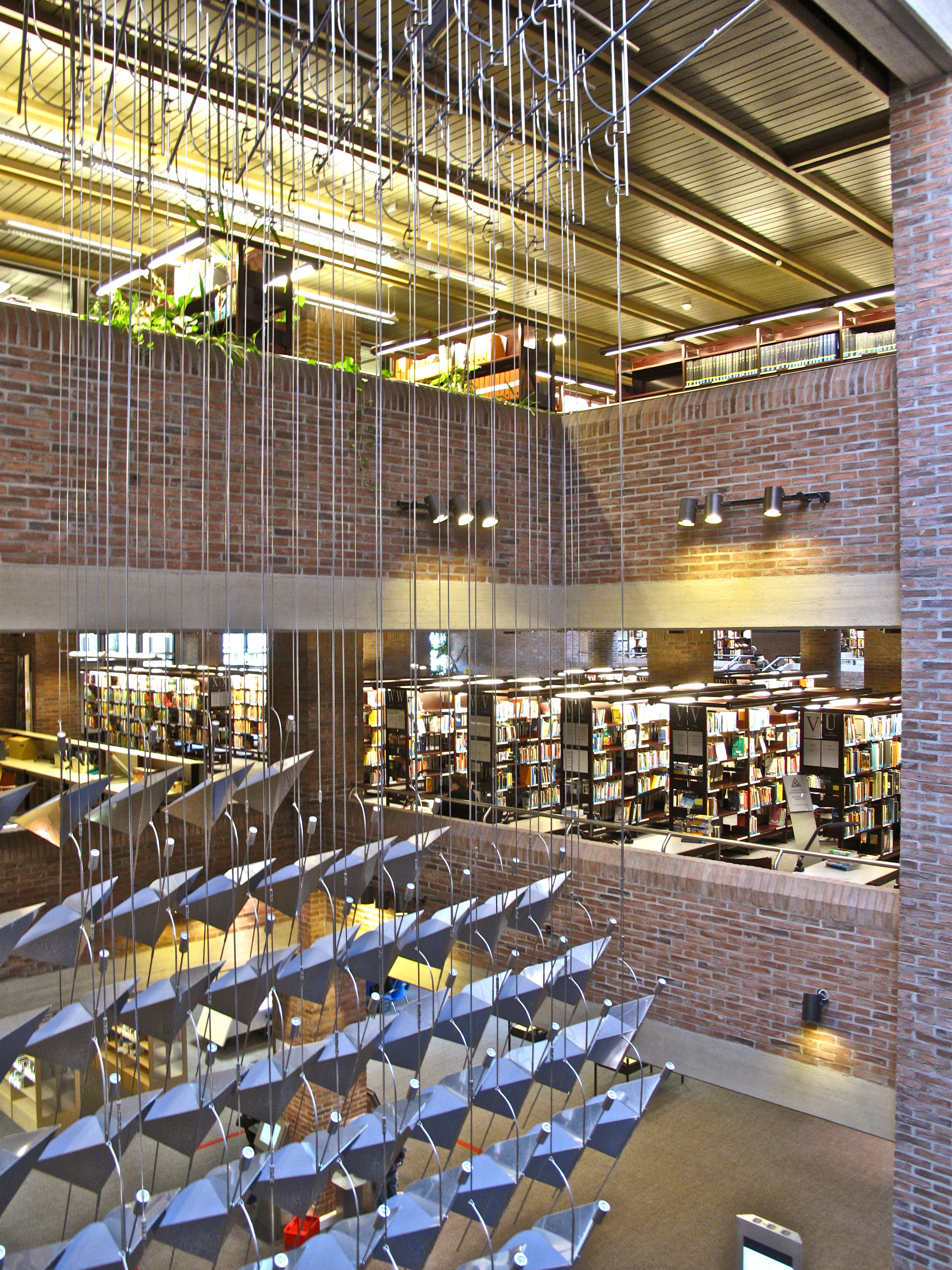
Münchner Stadtbibliothek im Gasteig
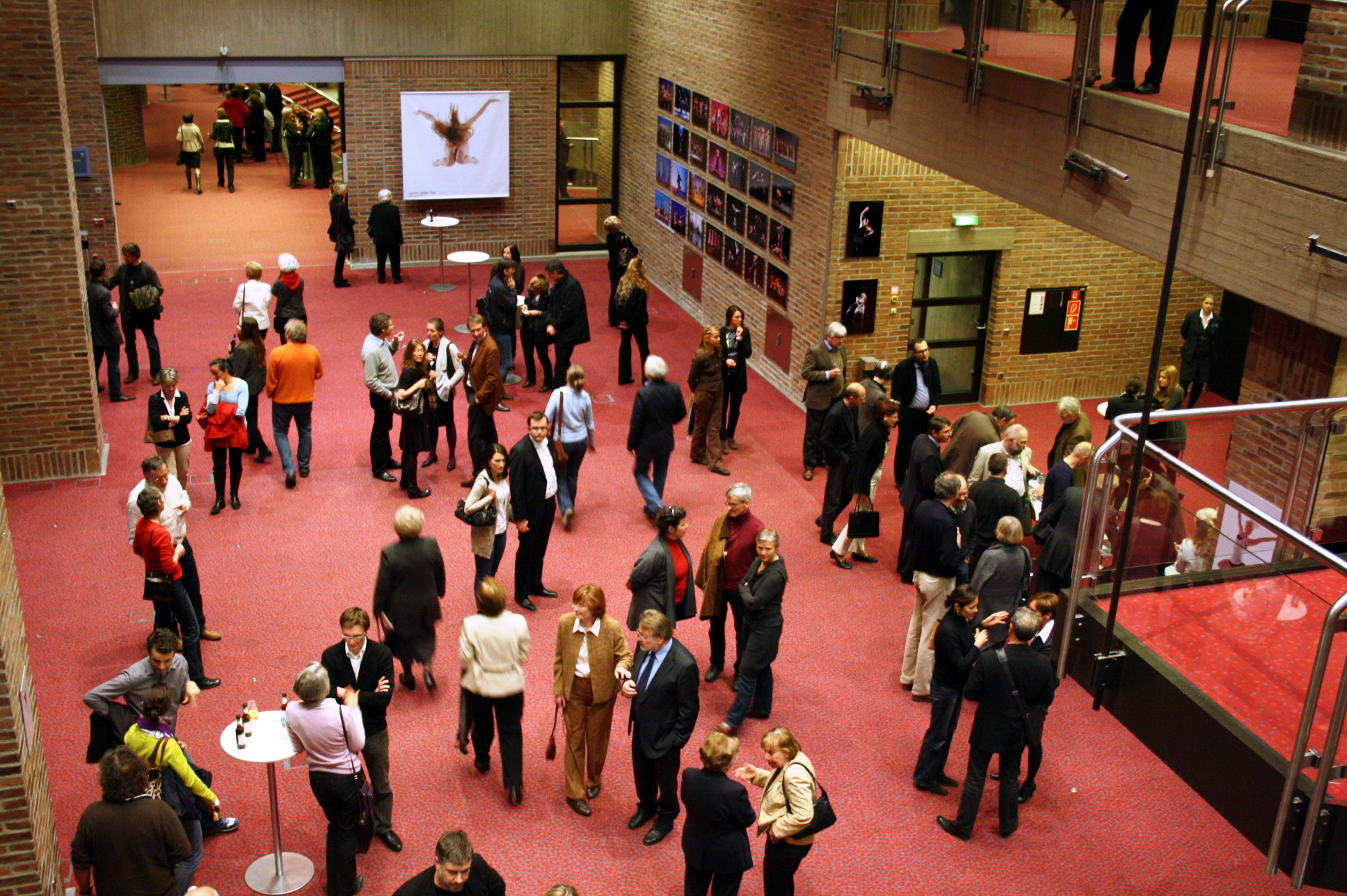
Foyer im Bereich des Carl-Orff-Saals
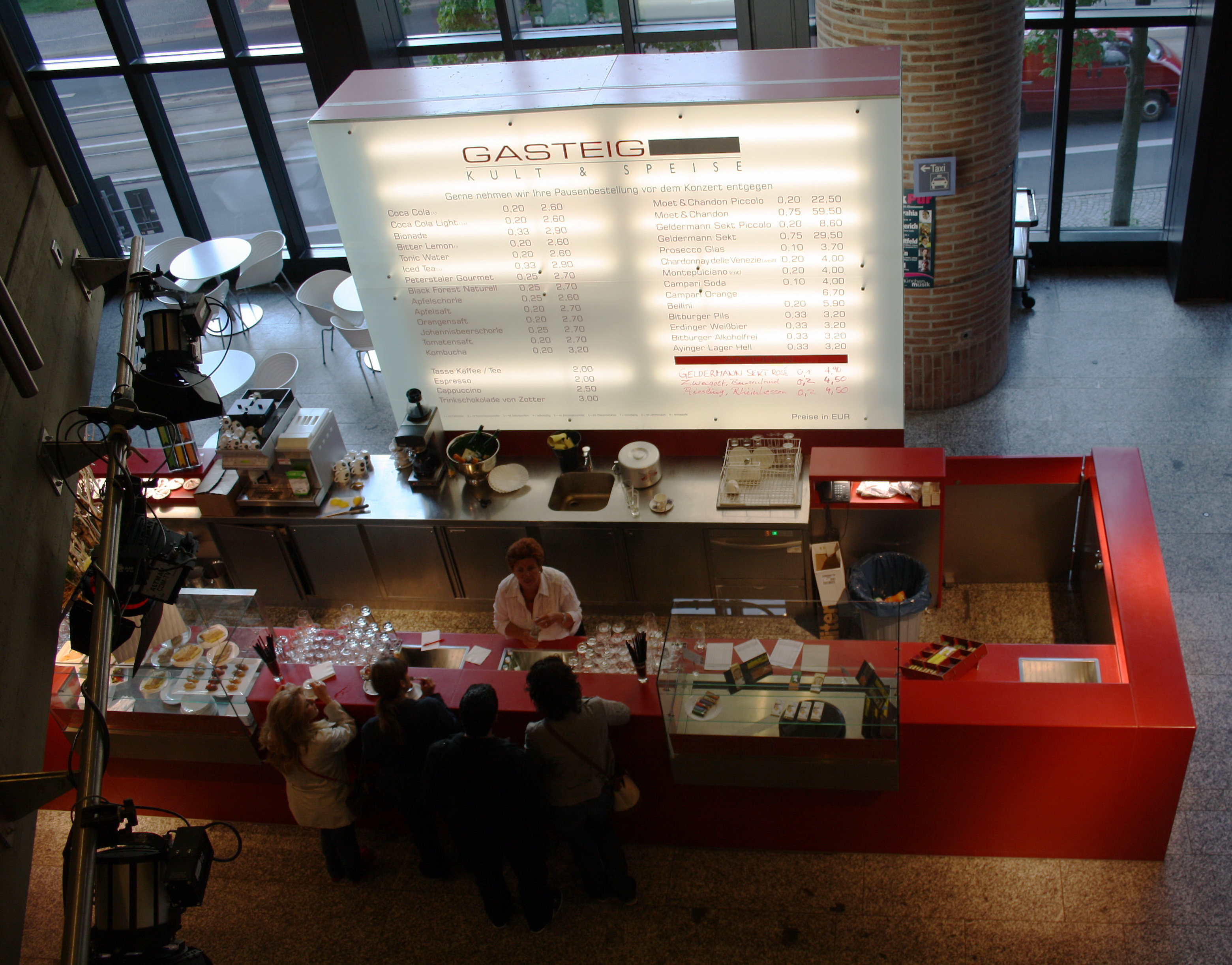
Getränke- und Snackverkauf in der Konzertpause